# Vita inquieta
Vita inquieta (The Girl Who Had Everything) è un film del 1953 diretto da Richard Thorpe.

## Trama
Jean è una ragazza viziata: figlia di un avvocato affermato, ha tutto ciò che si può desiderare. Quando suo padre difende con successo Victor Raimondi, il capo di un'organizzazione di scommesse clandestine, Jean fa la sua conoscenza e si lascia convincere a rivederlo ancora. Vance, fidanzato di Jean, non è d'accordo e tenta di dissuaderla ma, per tutta risposta, lei tronca il fidanzamento e si affeziona a Raimondi continuando a frequentarlo. Anche suo padre la sorprende nella villa che il gangster aveva affittato e la invita a tornare a casa, ma Jean si rifiuta, anzi dichiara di essere fidanzata con lui e di aver deciso di sposarlo. Raimondi cerca di staccarsi di compagni della sua organizzazione e parte con Jean per New York. Il Senato americano sferra intanto una nuova offensiva contro le scommesse clandestine, e il padre di Jean decide di appoggiare la manovra: per questo motivo Raimondi comincia a minacciarlo e a maltrattarlo. Jean assiste alla scena e, disgustata, decide di interrompere ogni rapporto con il gangster. Raimondi allora cerca di unirsi nuovamente all'organizzazione, ma i suoi compagni, dopo averlo respinto, si vendicano su di lui mentre Jean torna da suo padre riconoscendo i suoi errori e chiedendogli perdono.

## Realizzazione
Tratto dal romanzo A Free Soul di Adela Rogers St. Johns, pubblicato nel 1927 e successivamente trasformato in un lavoro teatrale da Willard Mack, Vita inquieta è il rifacimento del film Io amo, diretto nel 1931 dal regista Clarence Brown e interpretato da Norma Shearer e Leslie Howard. In questa versione Lionel Barrymore, che interpretava il ruolo dell'avvocato padre di Jean, vinse l'Oscar al miglior attore.
Vita inquieta fu girato in tre settimane (dal 16 luglio al 6 agosto 1952) da Richard Thorpe, uno dei più prolifici registi della MGM. A lui si deve la maggior parte delle pellicole della serie Tarzan e anche un episodio de L'uomo ombra, L'uomo ombra torna a casa (The Thin Man Goes Home, 1944) in cui ebbe opportunità di dirigere William Powell, che con Vita inquieta chiude il contratto con la Metro e interpreta uno dei suoi ultimi ruoli prima del suo definitivo ritiro dalle scene.
Vita inquieta uscì nelle sale cinematografiche americane a marzo dell'anno successivo e, malgrado le critiche negative motivate da una sceneggiatura debole e di maniera,
ottenne un discreto successo di pubblico grazie al richiamo di un nome prestigioso dello star system quale Elizabeth Taylor e il fascino presso il pubblico femminile dell'emergente (Fernando Lamas), che in seguito fu spesso utilizzato in ruoli da latin lover.